# Jesse Lynch Williams
Jesse Lynch Williams (ur. 17 sierpnia 1871, zm. 14 września 1929) – dramaturg, powieściopisarz i nowelista amerykański, laureat Nagrody Pulitzera. 
Urodził się 17 sierpnia 1871 w Sterling w stanie Illinois. Ukończył studia na Uniwersytecie Princeton. Wraz z Johnem De Wittem napisał The History of Princeton University. Redagował też Princeton Review. W 1918 roku otrzymał (jako pierwszy w tej kategorii) Nagrodę Pulitzera w dziedzinie dramatu. W 1919 dostał honorowy doktorat za osiągnięcia literackie od swojej macierzystej uczelni. Zmarł na serce 14 września 1929 w Herkimer w stanie Nowy Jork. Został pochowany na Lindenwood Cemetery w Fort Wayne w stanie Indiana.